# 山口県立萩高等学校奈古分校
山口県立萩高等学校奈古分校（やまぐちけんりつはぎこうとうがっこうなこぶんこう、英称：Nago Branch of Yamaguchi Prefectural Hagi High School）は、山口県阿武郡阿武町にある公立高等学校。

## 概要
山口県の県立高校再編整備計画に沿って、山口県立奈古高等学校を山口県立萩高等学校の分校化により設立された。阿武町町役場に近くに位置する。

### 教育方針
- 教育基本法に示す教育の目的と、校訓「至誠」の実践を基調として、学校教育活動の全分野に教育目標を具現化し、徹底する。
- 社会に通用し、社会に貢献できる人材の育成に努める。

### 中・長期目標
- 生きる力を育む学校づくり
- 活力ある学校づくり
- 信頼される学校づくり

（平成31年度　山口県立萩高等学校奈古分校　学校評価書より）

## 沿革

### 略歴
2016年、奈古高等学校敷地内に当校を設置した。

### 年表
- 2016年4月1日 - 山口県立奈古高等学校敷地内に設立

## 基礎データ

### 所在地
- 山口県阿武郡阿武町奈古柳橋2968-1

### 通学区域
- 山口県全域[3]

### アクセス
- JR西日本山陰本線奈古駅すぐ

### 象徴

#### イメージマスコット
イメージマスコットは、阿武町特産品のキウイフルーツをイメージした「なごまろ」である。

## 学校行事
| - 4月 始業式・入学式 - 5月 - 6月 オープンスクール | - 7月 終業式 - 8月 - 9月 始業式 | - 10月 オープンスクール - 11月 学校祭 - 12月 終業式 | - 1月 始業式 - 2月 - 3月 終業式・卒業式 |

## 部活動

### 運動部
- ソフトテニス部
- 陸上部

### 文化部
- 美術部